# مارچلو آبادو
مارچلو آبادو (انگلیسی: Marcello Abbado; زاده ۷ اکتبر ۱۹۲۶ – درگذشته ۴ ژوئن ۲۰۲۰) نوازنده پیانو، آهنگساز، رهبر (موسیقی) و مربی موسیقی اهل ایتالیا بود.